# 李道纯
李道纯，字元素，号清庵，别号莹蟾子，湖南都梁（武冈）人，宋末元初道士。精于内丹学。
李道纯博學多才，他的內丹理論兼容並包，系統非常完整。其师王金蟾为道教丹功南宗白玉蟾之弟子。李道纯融合内丹道派南北二宗。其内丹理论以“守中”为要诀。 故后人称其为内丹学中的中派。守中要在归根复命，“炼丹者，全天夺天地造化……返本还原，归根复命，功圆神备，凡脱为仙，谓之丹成也。” 
李道纯通过对先秦以来的易学和老学进行创造性的阐述，兼收并蓄宋代理学和佛教的心性之学，提出以“中和”为本的内丹学说。著有《太上升玄消灾护命经注》、《太上大通经注》、《全真集玄秘要》、《道德会元》、《中和集》、《三天易髓》等。